# William Corujo
William Corujo Guardia (nacido el 21 de diciembre de 1960), es un magistrado uruguayo, quien se desempeña como ministro del Tribunal de lo Contencioso Administrativo desde abril de 2018.

## Primeros años
Cursó estudios en la Facultad de Derecho de la Universidad de la República, donde se graduó como abogado en 1988.

## Juez de Paz en la capital
En noviembre de 1989 inició su carrera judicial al ser nombrado Juez de Paz Departamental de la Capital de 25° Turno en la ciudad de Montevideo.

## Juez Letrado en el interior
En abril de 1990 fue ascendido al cargo de Juez Letrado de Paysandú de Cuarto Turno.

## Juez Letrado en la capital
En febrero de 1994 ascendió a cumplir funciones como Juez Letrado en Montevideo, siendo nombrado Juez Letrado en lo Penal de 21° Turno.

## Tribunal de Apelaciones
En agosto de 2001 recibió un nuevo ascenso al ser nombrado integrante del Tribunal de Apelaciones en lo Penal de Segundo Turno,en el que permaneció durante casi diecisiete años.

## Tribunal de lo Contencioso Administrativo
El 4 de abril de 2018 la Asamblea General lo eligió, por 113 votos, como miembro del Tribunal de lo Contencioso Administrativo, para cubrir la vacante generada por el retiro de Alicia Castro Rivera.Prestó juramento el mismo día.